# Andrzej Zbierski

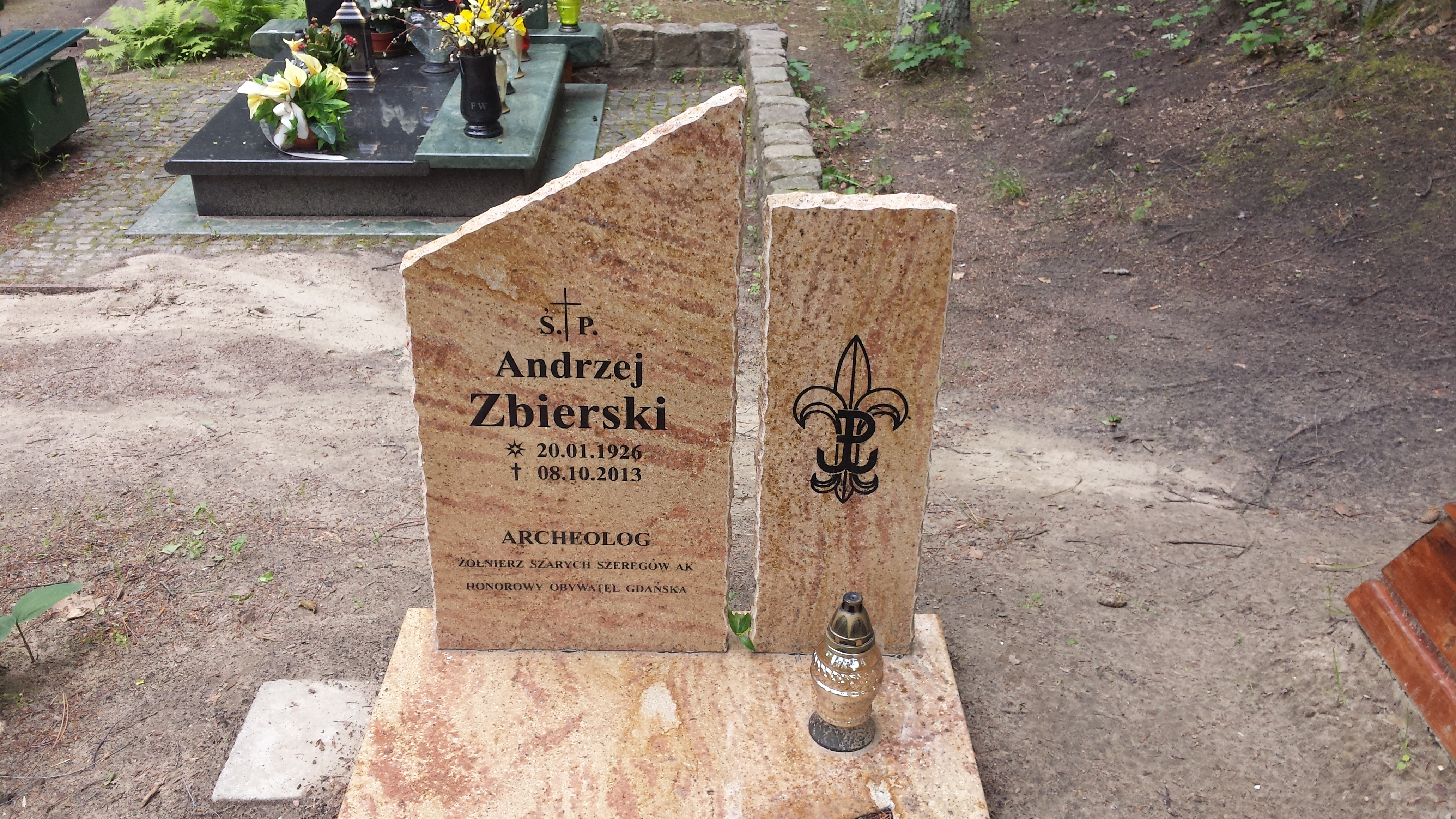
Grób profesora Andrzeja Zbierskiego na cmentarzu Srebrzysko w Gdańsku (stan na czerwiec 2016)

Andrzej Zbierski (ur. 20 stycznia 1926 w Ostrowie Wielkopolskim, zm. 8 października 2013 w Gdańsku) – polski archeolog, profesor, autor licznych opracowań dotyczących archeologii Gdańska, honorowy prezes Gdańskiego Towarzystwa Naukowego, honorowy prezes Stowarzyszenia Muzealników Polskich, harcmistrz. W latach 1991–2001 dyrektor Narodowego Muzeum Morskiego w Gdańsku.

## Życiorys
Był synem Dominika Zbierskiego i Marii z domu Żurek. W latach 1945–1946 był łącznikiem I Komendy Konspiracyjnego Wojska Polskiego Warszyca. Skazany w 1946 po sfingowanym procesie. Ponad rok przesiedział w aresztach UB i w więzieniu.
Studiował mechanikę na Politechnice Łódzkiej oraz archeologię i historię na Uniwersytecie Łódzkim. W 1962 obronił doktorat, a w 1979 habilitację w Instytucie Historii Kultury Materialnej PAN. W latach 1955–1991 kierował badaniami archeologicznymi w Instytucie Archeologii i Etnologii PAN w Gdańsku. W latach 1991–2001 był dyrektorem Centralnego Muzeum Morskiego w Gdańsku (w 2013 zmiana nazwy na Narodowe Muzeum Morskie w Gdańsku). Odnalazł i przebadał grób astronoma Jana Heweliusza w kościele św. Katarzyny w Gdańsku.
Harcerz Szarych Szeregów, instruktor i jeden z założycieli Związku Harcerstwa Rzeczypospolitej. Za działalność harcerską został 13 kwietnia 2008, podczas X Zjazdu ZHR, odznaczony przez Prezydenta RP Lecha Kaczyńskiego Krzyżem Komandorskim z Gwiazdą Orderu Odrodzenia Polski.
Był mężem Eleonory Jadwigi z domu Kosior (1934–2022). Ojciec Tomasza Dominika (ur. 1956) i Pawła.
Zmarł w Gdańsku, pochowany 11 października 2013 na cmentarzu Srebrzysko (rejon III, kwatera TAR I).

## Ordery i odznaczenia
- Krzyż Komandorski z Gwiazdą Orderu Odrodzenia Polski (9 kwietnia 2008)[11]
- Krzyż Komandorski Orderu Odrodzenia Polski (12 lutego 2001)[12]
- Krzyż Kawalerski Orderu Odrodzenia Polski
- Medal Wojska (trzykrotnie: Londyn)
- Złoty Krzyż Zasługi
- Srebrny Krzyż Zasługi z Mieczami
- Krzyż Armii Krajowej (Londyn)
- Srebrny Medal „Zasłużony Kulturze Gloria Artis” (29 października 2010)[13]
- Medal Pro Memoria
- Krzyż Honorowy ZHR Pro Amico (2011)[4]
- Medal Księcia Mściwoja II (2001)[14]
- Odznaka honorowa „Zasłużonym Ziemi Gdańskiej” (1971)[2]
- Odznaka honorowa „Za zasługi dla Gdańska”

Źródło:.

## Nagrody i wyróżnienia
- Nagrody Miasta Gdańska w Dziedzinie Kultury „Splendor Gedanensis” (1990)[15]
- Nagroda Prezydenta Miasta Gdańska w Dziedzinie Kultury (2000)[16]
- tytuł Honorowego Obywatela Miasta Gdańska (2011)[17][18]